# Chuck Share
Charles Edward Share (* 14. März 1927 in Akron, Ohio; † 7. Juni 2012 in Chesterfield, Missouri) war ein US-amerikanischer Basketballspieler in der National Basketball Association (NBA). Im Auswahlverfahren für Collegespieler (NBA-Draft) 1950 wurde er als erster aufgerufen (Pick), von den Boston Celtics.